# 安德瑞爾頓·西蒙斯
安德瑞爾頓·A·西蒙斯（英語：Andrelton A. Simmons，1989年9月4日—），為前美國職棒大聯盟的游擊手，他先前曾效力過勇士、天使、雙城與小熊等隊。
西蒙斯身高188公分，體重88公斤。他以防守能力見長聞名，生涯拿下4次金手套獎，分別在國聯和美聯各拿下2次。另外他也拿下6次的威爾森年度防守獎及防守聖經獎。

## 早年
西蒙斯出生於古拉索，他從小就和肯利·簡森和狄迪·葛雷格里斯一起打球。而他除了棒球以外，也會打籃球和踢足球。
西蒙斯從小就展現守備的天賦，不過他卻到了大學才被球探相中。他在大一時就以4成72的打擊率，擊出7轟與40分打點的成績，率隊拿下2010年大學世界大賽的冠軍。

## 職業生涯

### 亞特蘭大勇士
2010年美國職棒大聯盟選秀，西蒙斯在第二輪被勇士隊選走。
2012年春訓，西蒙斯與Tyler Pastornicky一起競爭游擊手的位置。該年5月30日，勇士隊將西蒙斯登錄進大聯盟。他在6月2日完成大聯盟初登板，隔日敲出大聯盟首安。他在6月以3成33的打擊率，3轟與14分打點的成績拿下國聯單月最佳新秀。他的打擊率和上壘率也是國聯新秀最高。7月8日，西蒙斯在滑壘時造成右手第五掌骨出現非移位性骨折，因此他在隔日進入傷兵名單。
2012年國家聯盟外卡晉級賽，西蒙斯在8局下擊出高飛球，不過紅雀的游擊手和左外野手出現溝通問題而沒有接到球。不過左外野主審認為這是一個高飛必死球而判決西蒙斯出局。判決一出造成許多勇士球迷不滿，並往場內扔擲垃圾，一度造成比賽暫停19分鐘。最終勇士3比6輸球，無緣晉級分區賽。
2013年6月4日，西蒙斯擊出生涯首支再見安打。該年他的DRS也是有紀錄以來最高，而他也在這一年拿下金手套獎、防守聖經獎和白金金手套獎。
2014年2月20日，勇士隊與西蒙斯簽下7年5800萬美元的合約。該年他的打擊率為2成44，另外拿下金手套獎和防守聖經獎。
2015年，他的打擊率2成65。這一年他平均一個打席只會面對3.27顆球，為大聯盟最低紀錄。

### 洛杉磯天使
2015年11月12日，西蒙斯和捕手José Briceño一同被交易至天使隊，勇士得到艾瑞克·艾巴、尚恩·紐康姆與Chris Ellis。2016年5月9日，西蒙斯因為左手拇指撕裂傷而進入傷兵名單。該年他的打擊率為2成81，單季三振率僅7.9%，另外他也連續四年拿下防守聖經獎。
2017年，西蒙斯的打擊率為2成78，另有14轟與69分打點的成績，單季10.4%的被三振率也是大聯盟最低。他在這年的美聯MVP票選中拿下第8名，也在這一年拿下金手套獎。
2018年，西蒙斯的打擊率為2成92，另有11轟與生涯新高的單季75分打點，還有大聯盟最多的單季28支內野安打。他的被三振率和平均每打席面對球數都是大聯盟最低。而他也連續2年拿下金手套獎，這一年他平均10.32個打席才會被三振一次。2019年5月21日，西蒙斯因為腳踝受傷而進入傷兵名單。
2020年9月22日，西蒙斯因為疫情關係宣布退出剩餘賽季。

### 明尼蘇達雙城
2021年1月26日，西蒙斯與雙城隊簽下1年1050萬美元的合約。

### 芝加哥小熊
2022年3月15日，西蒙斯與小熊簽下1年400萬美元的合約。他在8月6日遭到指定讓渡，並在隔日成為自由球員。

### 孟買眼鏡蛇
2023年10月23日，西蒙斯參加棒球聯合會選秀，並在首輪第8順位被孟買眼鏡蛇選走。不過在12月26日，他便宣布正式退休。

### 經典賽
2013年、2017年和2023年的經典賽，西蒙斯連續三屆都代表荷蘭國家隊出賽。

## 外部連結
- 球員資訊和成績在MLB，ESPN，Baseball-Reference，Fangraphs（英文）
- 安德瑞爾頓·西蒙斯的X（前Twitter）